# NGC 4729
NGC 4729 је елиптична галаксија у сазвежђу Кентаур која се налази на NGC листи објеката дубоког неба.
Деклинација објекта је - 41° 7' 56" а ректасцензија 12h 51m 46,2s. Привидна величина (магнитуда) објекта NGC 4729 износи 12,4 а фотографска магнитуда 13,4. Налази се на удаљености од 37,866 милиона парсека од Сунца. NGC 4729 је још познат и под ознакама ESO 323-16, MCG -7-27-2, DCL 314, A 1248-40, DRCG 56-55, PGC 43591.